# حقوق الإنجليز
حقوق الإنجليز هي الحقوق التقليدية للرعايا الإنجليز والرعايا الناطقين باللغة الإنجليزية لاحقًا التابعين للتاج البريطاني .
في القرن الثامن عشر، جادل بعض المستعمرين الذين اعترضوا على الحكم البريطاني في المستعمرات البريطانية الثلاثة عشر في أمريكا الشمالية والتي أصبحت فيما بعد الولايات المتحدة الأولى، بأن حقوقهم التقليدية  كرجال إنجليز قد تم انتهاكها. أراد المستعمرون وتوقعوا الحقوق التي كانوا يتمتعون بها (أو أسلافهم) سابقًا في إنجلترا: حكومة تمثيلية محلية، فيما يتعلق بالمسائل القضائية (تم إرسال بعض المستعمرين إلى إنجلترا لمحاكمتهم) وخاصة فيما يتعلق بالضرائب.  وأصبح الإيمان بهذه الحقوق فيما بعد مبرراً مقبولاً على نطاق واسع للثورة الأمريكية .  

## خلفية تاريخية

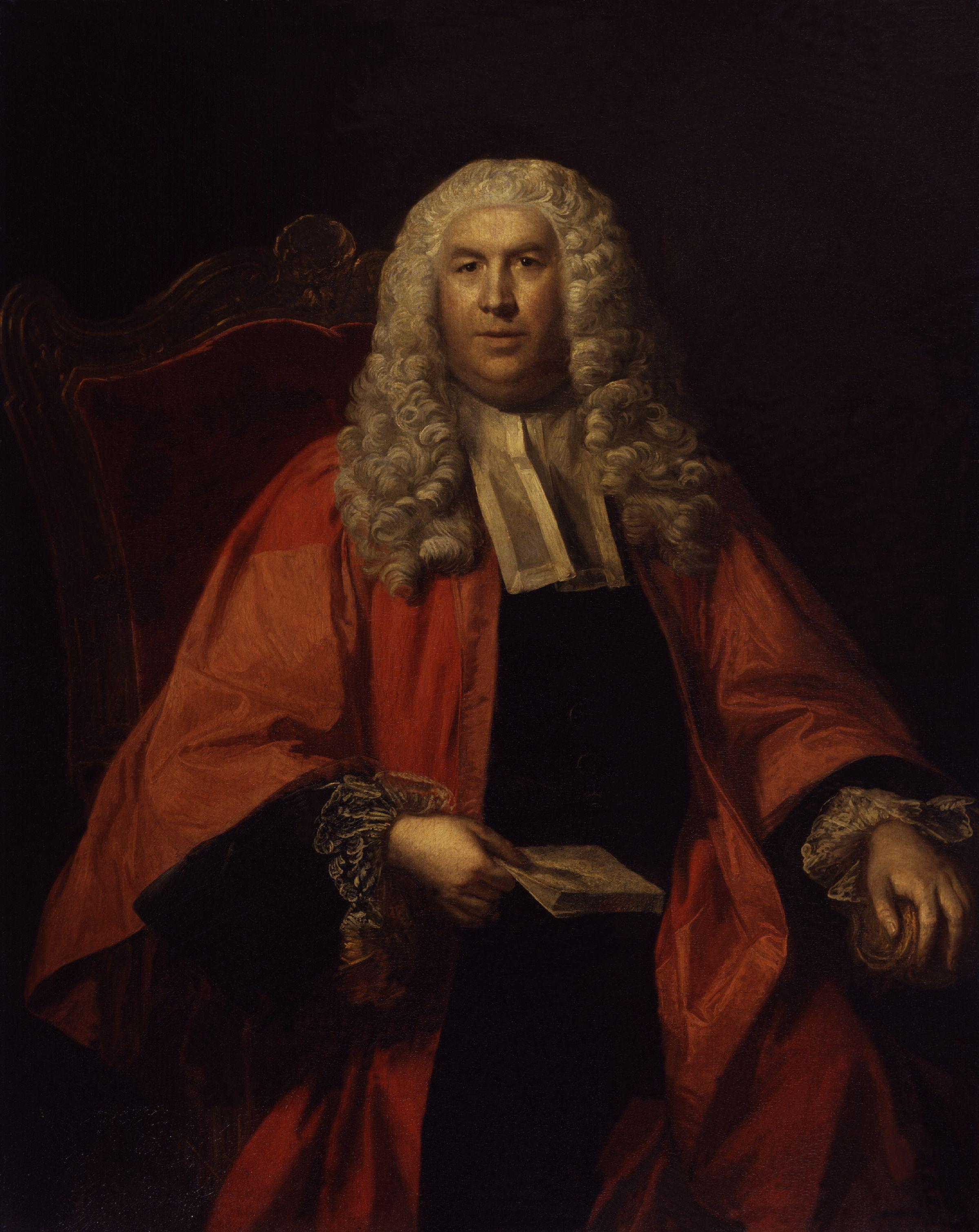
حاول الفقيه الإنجليزي ويليام بلاكستون في القرن الثامن عشر شرح حقوق المواطنين الإنجليز.

وفقًا لتقليد التاريخ اليميني ، أطلق القاضي ويليام بلاكستون على تلك الحقوق اسم "الحقوق المطلقة لكل رجل إنجليزي". ووصف القوانين الأساسية لإنجلترا في تعليقاته المؤثرة على قوانين إنجلترا (1765)، والتي شرح فيها كيف تم تأسيسها ببطء على مدى قرون من التاريخ الدستوري الإنجليزي .  كانت عبارة عن حقوق أساسية محددة يحق لجميع رعايا الملك الإنجليزي التمتع بها،  مثل تلك التي تم التعبير عنها في الوثيقة العظمى منذ عام 1215، وعريضة الحقوق في عام 1628، وقانون المثول أمام القضاء عام 1679 ، ووثيقة الحقوق عام 1689. . 
في قضية قانونية أصبحت تُعرف باسم قضية كالفن ، أو قضية البوسناتي ، قرر اللوردات القانونيون في عام 1608 أن الاسكتلنديين المولودين بعد توحيد الملك جيمس الأول لاسكتلندا وإنجلترا يتمتعون بجميع حقوق الإنجليز. سيكون لهذا القرار تأثير لاحق على مفهوم "حقوق الإنجليز" في أمريكا البريطانية.   

## الإرث في قانون الولايات المتحدة
كانت المستعمرات الأمريكية منذ القرن السابع عشر أرضًا خصبة لليبرالية في قلب الخطاب السياسي الأوروبي.  ومع ذلك، مع اقتراب التصديق على إعلان الاستقلال ، أصبحت القضية بين المستعمرين حول أي حقوق معينة مهمة مثيرة للخلاف. صرح جورج ماسون ، أحد الآباء المؤسسين للولايات المتحدة ، قائلاً: "نحن لا نطالب إلا بالحرية والامتيازات التي يتمتع بها الإنجليز بنفس الدرجة، كما لو أننا واصلنا بين إخواننا في بريطانيا العظمى". 
نظرًا لإدراجها في الدراسات القانونية القياسية للقرن  عشر، كانت قضية كالفن معروفة جيدًا في التاريخ القضائي المبكر للولايات المتحدة.  إن نظر المحكمة العليا في الولايات المتحدة ومحاكم الولايات في القضية حولها إلى قاعدة تتعلق بالجنسية الأمريكية وعزز مفهوم حق الأرض - الحق في الاعتراف بالجنسية أو المواطنة لأي فرد مولود في أراضي الدولة المعنية – باعتباره العامل الحاسم الأساسي الذي يتحكم في اكتساب الجنسية بالولادة. 
أكد قاضي المحكمة العليا جوزيف برادلي أن "حقوق الإنجليز" كانت أساسًا للقانون الأمريكي في رأيه المخالف بشأن قضايا المسلخ ، وهو أول تفسير للمحكمة العليا للتعديل الرابع عشر لدستور الولايات المتحدة ، في عام 1873. 
- الحقوق المدنية والسياسية
- الحريات المدنية في المملكة المتحدة
- الميثاق الأول لفيرجينيا
- الحقوق الطبيعية والقانونية
- البرلمان في طور الإنشاء
- الجنسية الرومانية
- ميثاق الحقوق باللغة الإنجليزية

## ملحوظات
1. ↑  جمعتها إدوارد كوك، وليام بلاكستون, و جيمس كينت.
2. ↑  كتب برادلي في قراره المخالف:«جلب شعب هذا البلد معهم إلى شواطئه حقوق الإنجليز، الحقوق التي انتزعت من الملوك الإنجليز في فترات مختلفة من تاريخ الأمة.... صحيح أنه لا يوجد دستور مكتوب، لكن هناك دستورًا غير مكتوب، يرتكز على الامتيازات المعترف بها والمعلن عنها كثيرًا للبرلمان والشعب، والتي قد يؤدي انتهاكها بأي شكل من الأشكال إلى ثورة في ساعة واحدة. انتهاك أحد المبادئ الأساسية لذلك الدستور في المستعمرات، وهو المبدأ الذي يعترف بملكية الشعب على أنها ملك له، والذي يعتبر بالتالي جميع الضرائب لدعم الحكومة بمثابة هدايا للشعب من خلال سلطته. الممثلين، ويعتبرون الضرائب دون تمثيل بمثابة تخريب للحكومة الحرة، كان أصل ثورتنا.»